# Middagsfjall (Kunoy)
Middagsfjall è una montagna alta 805 metri sul mare situata sull'isola di Kunoy, appartenente all'arcipelago delle Isole Fær Øer settentrionali, amministrativamente parte della Danimarca.
È la nona montagna, per altezza, dell'intero arcipelago.